# Sveriges samordningsminister
Samordningsminister är en ministerpost i Statsrådsberedningen i Sveriges regering. Posten är inte obligatorisk –  det är upp till statsministern att avgöra huruvida regeringen ska innefatta en samordningsminister  eller ej.
De uppgifter som hör till posten är framförallt att svara för samordningen mellan statsministern och de övriga ministrarna, samt departementen emellan. Det har också hänt att en samordningsminister har utnämnts i syfte att samordna vissa specifika uppgifter – så var till exempel Bosse Ringholm samordningsminister för EU-frågor under regeringen Perssons sista år, 2005–2006.

## Svenska samordningsministrar
| Nr  |  | Titel                         | Titel                                                                         | Tillträdde      | Avgick          | Varaktighet        | Parti | Parti              | Regering        |
| --- |  | ----------------------------- | ----------------------------------------------------------------------------- | --------------- | --------------- | ------------------ | ----- | ------------------ | --------------- |
| 1   |  | Per Edvin Sköld (1891–1972)   | Ekonomisk samordningsminister Konsultativt statsråd                           | 28 oktober 1948 | 21 oktober 1949 | 0 år och 358 dagar |       | Socialdemokraterna | Erlander I S    |
| 2   |  | Carl Lidbom (1926–2004)       | Samordningsminister Statsrådsberedningen                                      | 1 januari 1975  | 1 november 1975 | 0 år och 304 dagar |       | Socialdemokraterna | Palme I S       |
| 3   |  | Thage G. Peterson (född 1933) | Samordningsminister Statsrådsberedningen                                      | 1 november 1975 | 8 oktober 1976  | 0 år och 342 dagar |       | Socialdemokraterna | Palme I S       |
| 4   |  | Carl Tham (född 1939)         | Energi- och samordningsminister Statsrådsberedningen                          | 18 oktober 1978 | 12 oktober 1979 | 0 år och 359 dagar |       | Folkpartiet        | Ullsten FP      |
| 5   |  | Jan Nygren (född 1950)        | Samordningsminister Statsrådsberedningen                                      | 7 oktober 1994  | 22 mars 1996    | 1 år och 167 dagar |       | Socialdemokraterna | Carlsson III S  |
| 6   |  | Leif Pagrotsky (född 1951)    | Samordningsminister Statsrådsberedningen                                      | 22 mars 1996    | 1 februari 1997 | 0 år och 316 dagar |       | Socialdemokraterna | Persson S       |
| (3) |  | Thage G. Peterson (född 1933) | Samordningsminister Statsrådsberedningen                                      | 1 februari 1997 | 7 oktober 1998  | 1 år och 248 dagar |       | Socialdemokraterna | Persson S       |
| 7   |  | Pär Nuder (född 1945)         | Integrations-, idrotts-, ungdoms-, och konsumentminister Statsrådsberedningen | 21 oktober 2002 | 21 oktober 2004 | 2 år och 0 dagar   |       | Socialdemokraterna | Persson S       |
| 8   |  | Bosse Ringholm (född 1968)    | Samordningsminister i EU-frågor Statsrådsberedningen                          | 1 januari 2005  | 6 oktober 2006  | 1 år och 278 dagar |       | Socialdemokraterna | Persson S       |
| 9   |  | Ibrahim Baylan (född 1972)    | Energi- och samordningsminister Statsrådsberedningen                          | 25 maj 2016     | 21 januari 2019 | 2 år och 241 dagar |       | Socialdemokraterna | Löfven I S – MP |